# カール＝ジーギスムント・クラーマー
カール＝ジーギスムント・クラーマー（Karl-Sigismund Kramer 1916年1月16日-1998年9月8日）はドイツの民俗学者、法民俗学の改革者、キール大学教授。

## 来歴・人物
ドイツのザクセン＝アンハルト州ハレに生れ、ハレ大学・キール大学・ミュンヘン大学で学んだ後、1939年から1945年まで兵役を経て、ハンス・モーザーが主宰するバイエルン民俗調査室（ミュンヘン）に拠って調査研究に従事した。1962年にキール大学の教授となった。文献史学としても遺漏のない民俗学の確立を課題とし、とりわけ民俗事象は広義での法意識の表出という視点から一定地域の一定の時代区分の文書資料を網羅的に踏まえて民衆生活を把握する法民俗学を標榜した。特にバイエルン州、後にシュレスヴィヒ＝ホルシュタイン州を対象に中世以後の時代について体系的な著作を1950年代から次々に上梓した。過去の民衆生活の理解では地方・村方文書の克明な調査と体系的な構成によって、ドイツ民俗学の歴史研究としての水準の向上に寄与した。指標的な個別事例の解明を持ち味としたハンス・モーザーに対して、体系的な記述が特色で、両者は歴史民俗学のリーダーとして共に挙げられることが多い。

## 著作（日本語訳）
- 法民俗学の輪郭 － 中世以後のドイツ語圏における町村体と民衆生活のモデル （原書 1974） 文緝堂 2015